# 신아사히카와역
신아사히카와역(일본어: 新旭川駅)은 일본 홋카이도 아사히카와시에 있는 홋카이도 여객철도 ·일본화물철도의 역이다. 역 번호는 A30이다. 소야 본선과 세키호쿠 본선이 상호 운행되는 접속역이다. 단선 승강장과 섬식 승강장이 합쳐진 복합 형태의 철도 역사이다.

## 화물 취급
현재, 일본화물철도의 역은 화물 취급의 임시 화물역이 되고 있다. 화물 열차의 발착은 없고, 화물선이나 접속하는 전용선도 없다.

## 역 주변
- 국도 제39호선
- 아사히카와 신용금고 신아사히카와 지점
- 닛폰 제지 아사히카와 공장

## 인접 정차역
| 홋카이도 여객철도 소야 본선    | 홋카이도 여객철도 소야 본선 | 홋카이도 여객철도 소야 본선      |
| ------------------------------ | --------------------------- | -------------------------------- |
| A29 아사히카와 아사히카와 방면 | ■ 소야 본선                 | 나가야마 W31 왓카나이 방면       |
| 세키호쿠 본선                  |                             |                                  |
| 시·종착역                      | ■ 세키호쿠 본선             | 미나미나가야마 A31 아바시리 방면 |